# Jakob Scheiffelhut
Jakob Scheiffelhut (* 19. Mai 1647 in Augsburg; † 2. Juli 1709 ebenda) war ein deutscher Musiker und Komponist des Barock.

## Leben
Seine musikalische Ausbildung erhielt Jakob Scheiffelhut in der Augsburger Kantorei St. Anna bei Tobias Kriegsdorfer (1608–1686). Bei einem Stadtpfeifer erhielt er Unterricht im „Instrument schlagen“. 1666 erhielt er eine Anstellung als Stadtpfeifer, mit der Erlaubnis bei Hochzeiten oder bei festlichen Amtshandlungen aufzuspielen. Seit 1673 war er Instrumentallehrer sowie Bläser und Streicher in der Kantorei St. Anna. 1694 wurde er zweiter Chorregent unter Kantor Georg Schmezer (1642–1697), um dessen Nachfolge er sich 1697 vergeblich bemühte. Von 1697 bis zu seinem Tode im Jahr 1709 war er Chorregent an der Barfüßerkirche. Aus seinen beiden Ehen gingen sieben Kinder hervor.

## Werk
Scheiffelhuts Schaffen umfasst geistliche und weltliche Musik. Die zum Teil instrumental begleitete Vokalmusik besteht hauptsächlich aus Begräbnis- und Hochzeitsmusiken. Alle gedruckten Werke, die im deutschen Sprachgebiet weit verbreitet waren, wurden in Augsburg veröffentlicht. Besonders durch seine Sammlungen „Musikalische Gemüths-Ergötzungen“, „Lieblicher Frühlings-Anfang“, und „Musicalisches Klee-Blat“ galt er als ein bedeutender deutscher Suitenkomponisten des 17. Jahrhunderts. Gerühmt wurde er unter anderem von den Musiktheoretikern Johann Mattheson und Wolfgang Caspar Printz in dessen „Historische Beschreibung der edelen Sing- und Kling-Kunst“ (Dresden, 1690). Scheiffelhut war einer der Wegbereiter französischer Instrumentalmusik in Deutschland.
- „Musikalische Gemüths-Ergötzungen erstes Werck. So in Sonaten, Allemanden, Couranten, Balletten, Sarabanden, und Giquen“ für 2 Violinen, Baßviole und B.c., (Augsburg, 1681 und 1684)
- „Lieblicher Frühlings-Anfang oder Musikalischer Seyten-Klang“ (Augsburg, 1683), 8 Suiten[2]
- „Musicalisches Klee-Blat, Bestehend aus lustigen Preludien, Entréen, Rondeau, Bouréen, Arien, March, Canarien und anderen Stucken für 2 Violinen und Violone“ (Augsburg, 1707)